# Artabotrys punctulatus
Artabotrys punctulatus C.Y.Wu – gatunek rośliny z rodziny flaszowcowatych (Annonaceae Juss.). Występuje endemicznie w południowo-zachodnich Chinach, w południowej części Junnanu. 

## Morfologia
PokrójZimozielony krzew o pnących pędach. Dorasta do 4 m wysokości.
LiścieMają podłużnie eliptyczny kształt. Mierzą 7–13,5 cm długości oraz 3–5,5 cm szerokości. Nasada liścia jest klinowa. Wierzchołek jest od tępego do spiczastego. Ogonek liściowy jest owłosiony i dorasta do 5–7 mm długości.
KwiatySą pojedyncze. Mają 3–4 cm średnicy. Działki kielicha mają owalnie trójkątny kształt i dorastają do 5–7 mm długości, są owłosione. Płatki mają podłużnie owalny kształt i brązowozieloną barwę, osiągają do 20 mm długości. Płatki wewnętrzne są mniejsze od zewnętrznych. Kwiaty mają 20 nagich słupków o podłużnym kształcie.
OwoceTworzą owoc zbiorowy. Mają wrzecionowaty kształt. Osiągają 3,5–4 cm długości oraz 1,5–2 cm średnicy.

## Biologia i ekologia
Rośnie na otwartych przestrzeniach w lasach. Występuje na wysokości do 1500 m n.p.m. Kwitnie od kwietnia do czerwca, natomiast owoce pojawiają się od września do listopada.